# سليمان غولومب
سليمان غولومب (بالإنجليزية: Solomon Golomb)‏‏ (30 مايو 1932 - 1 مايو 2016) هو عالم أمريكي في مجال الرياضيات والهندسة التطبيقية حائز على جائزة قلادة العلوم الوطنية الأمريكية.

## وصلات خارجية
- الموقع الرسمي لجائزة قلادة العلوم الوطنية الأمريكية